# Whitby Gothic Weekend
Whitby Gothic Weekend (Уи́тби Го́тик Уи́кенд, иногда используется аббревиатура WGW) — фестиваль представителей готической субкультуры, проводящийся дважды в год в городе Уитби (Северный Йоркшир, Великобритания). Считается одним из наиболее хорошо организованных и престижных готических фестивалей в мире.

## История создания фестиваля

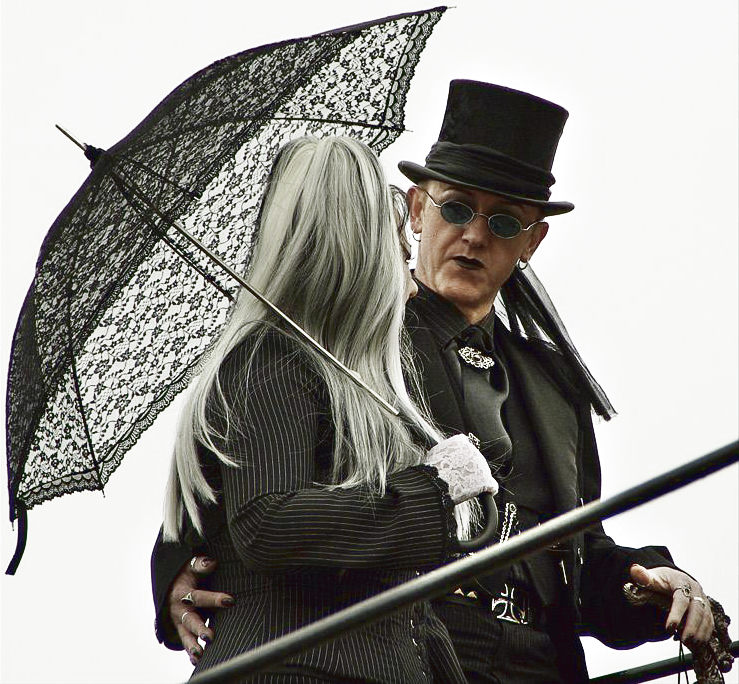
Посетители Whitby Gothic Weekend, 2007 год

Фестиваль был впервые организован в 1994 году Джо Хэмпширом, который решил собрать вместе своих друзей по переписке. Уитби он выбрал местом встречи из-за «связей» города с Дракулой. Впоследствии мероприятие стало традиционным, начало привлекать значительно бо́льшую аудиторию и стало проводиться уже два раза в год — в апреле и октябре.
Несмотря на своё название (weekend переводится как «выходные»), фестиваль может проходить в течение четырёх-пяти дней. Помимо выступлений готических групп, проводятся различные вечеринки и распродажи. В воскресенье устраивается традиционный благотворительный футбольный матч между командами готов и местных журналистов из газеты Whitby Gazette; также организуются соревнования по гольфу и шуточные конкурсы. Фестиваль позиционируется как престижный и в чём-то даже консервативный, от его посетителей ожидают «утончённости и вкуса» в одежде и поведении.
Мероприятие посещается в основном британскими готами, но привлекает и иностранных представителей субкультуры общей численностью около двух тысяч. Фестиваль приносит существенный доход Уитби, а его проведение послужило толчком к развитию в городе частного бизнеса (преимущественно гостиничного и ресторанного). Октябрьский фестиваль 2007 года был организован в память о Софи Ланкастер, убитой уличными хулиганами за свою принадлежность к готической субкультуре, и на собранные средства в городе был возведён памятник девушке.

## Выступавшие группы
Ниже перечислены коллективы, принимавшие участие в фестивале. Хэдлайнеры каждого мероприятия выделены жирным шрифтом.
- I (Сентябрь 1994)

All Living Fear, Inkubus Sukkubus, Manuskript, Nightmoves, Thirteen Candles
- II (Сентябрь 1995)

Children on Stun, Shadowmaker, Suspiria, The Horatii, Manuskript
- III (Сентябрь 1996)

London After Midnight, The Marionettes, Corpus Delicti, Die Laughing, Midnight Configuration
- IV (Апрель 1997)

Stun, James Ray's Gangwar, Dream Disciples, The Merry Thoughts, Libitina, Judith, Emma Conquest, Robed In Desire, The Tortured, Violet Times
- V (Октябрь/Ноябрь 1997)

Rosetta Stone, Inkubus Sukkubus, Manuskript, The Horatii, Sunshine Blind, Psycho TV
- VI (Апрель 1998)

Faith and the Muse, All Living Fear, Die Laughing, Nekromantik, These Crimson Dreams, Isobels Shrine
- VII (Октябрь 1998)

Rosetta Stone, Funhouse, Nervosa, The Sisters Of Murphy, Faithful Dawn, Emma Conquest
- VIII (Апрель 1999)

Switchblade Symphony, The Last Dance, Denyze & Ed Alleyne-Johnson, Manuskript, This Burning Effigy, Star 80
- IX (Ноябрь 1999)

The Breath Of Life, Dream Disciples, Passion Play, The Narcissus Pool, Sneaky Bat Machine, Sunshine Blind
- X (Апрель 2000)

Mesh, Saints of Eden, The Chaos Engine, Sigue Sigue Sputnik, VNV Nation, Putra-Chic
- XI (Ноябрь 2000)

Clan of Xymox, Inkubus Sukkubus, Screaming Dead, Mist Of Avalon, Emma Conquest
- XII (Апрель 2001)

Dream Disciples, Attrition, Adfinem, The Faces Of Sarah, Je$us Loves Amerika, The Last Days, Seize
- XIII (Ноябрь 2001)

Энди Сексганг, Dawn Of Oblivion, Sorrow, Cauda Pavonis, D.U.S.T., Finger Puppets, Swarf, Rome Burns
- XIV (Апрель 2002)

Paradise Lost, Manuskript, Passion Play, Je$us Loves Amerika, Action Directe, Arkam Asylum, Little Match Girl, Synthetic
- XV (Ноябрь 2002)

Last Rites, The Narcissus Pool, Swarf, Beautiful Deadly Children, Ordinary Psycho, Season’s End, Spermwhale
- XVI (Апрель 2003)

Red Lorry Yellow Lorry, Scary Bitches, Belisha, Deadfilmstar, The Ghost of Lemora, Torsohorse, Spares, Synthetic, Psychophile
- XVII (Октябрь/Ноябрь 2003)

Inkubus Sukkubus, Faith and the Muse, DeathBoy
Уэйн Хасси, The Chaos Engine, All Living Fear
Icon of Coil, Sheep on Drugs, Goteki
All About Eve, Manuskript, Rose McDowall
- XVIII (Апрель 2004)

The Damned, The Mission, Dream Disciples, Earth Loop Recall, Zombina and the Skeletones, Libitina
- XIX (Октябрь 2004)

Manuskript, Alien Sex Fiend, The Last Dance, Corrosion, Faetal, Zodiac Mindwarp and the Love Reaction, Claytown Troupe, Beautiful Deadly Children, Torsohorse, Glass, Ovni
- XX (Апрель 2005)

Gene Loves Jezebel, In the Nursery, Voltaire, Psychophile, Screaming Banshee Aircrew, QueenAdreena, Devilish Presley, Greenhaus
- XXI (Октябрь 2005)

Doctor and the Medics, NFD, DeathBoy, Katscan, Rico, Mechanical Cabaret, The Modern, Neon Zoo
- XXII (Апрель 2006)

Manuskript, Swarf, Misty Woods & GDM, History Of Guns, The Breath Of Life, Frankenstein, Zombina and the Skeletones, Spares
- XXIII (Октябрь 2006)

The Damned, XPQ-21, Vampire Beach Babes, Trauma Pet, Xykogen, Katzenjammer Kabarett, Inertia, Uninvited Guest
- XXIV (27-28 апреля 2007)

The Last Dance, Bella Morte, The Crüxshadows, Sohodolls, D.U.S.T., RazorBladeKisses, Machine Gun Symphony, Rome Burns
- XXV (26-27 октября 2007)

The Cassandra Complex, The Birthday Massacre, Crud, Ghost of Lemora, Voices of Masada, Sins of the Flesh, All Living Fear, Pro-jekt
- XXVI (Апрель 2008)

Clan of Xymox, Star Industry, Skeletal Family, Cauda Pavonis, Dyonisis, Mercurine, Screaming Banshee Aircrew, Snuff Radio
- XXVII (Октябрь/Ноябрь 2008)

Specimen, Diary of Dreams, Уэйн Хасси, Christian Death, Rezurex, Voltaire, The Beauty of Gemina
- XXVIII (24-26 апреля 2009)

Abney Park, The Last Dance, Zeitgeist Zero, The House of Usher, RazorBladeKisses
- XXIX (30 октября — 1 ноября 2009)

The Eden House, Faith and the Muse, Zombina and the Skeletones, Grooving in Green, Adoration, Rhombus
- XXX (22-25 апреля 2010)

Джастин Салливан, Анн-Мари Хёрст, Deviant UK, In Isolation, Pretentious Moi?, Vendemmian
- XXXI (29-31 октября 2010)

Уэйн Хасси, Manuskript, Autumn Cannibals, The Last Cry, The Stripper Project, Pro-jekt,
- XXXII (25-27 марта 2011)

Red Lorry Yellow Lorry, The Damned, Dr. Arthur Krause, Fuzzbox, Black Moth, Dutch Order, Frankenstein, The Beauty of Gemina, Luxury Stranger, Pink Hearse
- XXXIII (4—6 ноября 2011)

Abney Park, The Chameleons, Mist Of Avalon, Devilish Presley, Cryogenica, Berlin Black, The Last Dance, Rhombus, The Dark Shadows, The Death Notes
- XXXIV (27—29 апреля 2012)

In the Nursery, Gene Loves Jezebel, Die Laughing, The Spiritual Bat, Ugly Buggs, Inertia, Dead Eyes Opened, The Bellwether Syndicate, Partly Faithful, Red Sun Revival

### Подтвердили участие в следующем фестивале
- XXXV (2—3 ноября 2022)

Mesh, All Living Fear, Blitzkid, The Last Cry, Inertia, Dutch Order, Fangs on Fur, Angels of Liberty, Last July